# Croix de Morterolles
La croix de Morterolles est une croix monumentale située à Bessines-sur-Gartempe, en France.

## Localisation
La croix est située dans le département français de la Haute-Vienne, sur la commune de Bessines-sur-Gartempe.
Elle est placée au centre la place du village de Morterolles-sur-Semme.

## Historique
La croix de Morterolles date du XVIIIe siècle. Morterolles était jusqu'à la Révolution une commanderie et paroisse de l'ordre de Saint-Jean de Jérusalem au sein du grand prieuré d'Auvergne.
La croix est inscrite au titre des monuments historiques le 6 février 1926.